# Gasometerleder
Gasometerleder, oder einfach Gasometer, ist ein beidseitig geschliffenes Ziegenleder.
Es handelt sich dabei um ein weiches flächiges Veloursleder mit samtigem Flor auf der Fleischseite. Durch den beidseitigen Schliff hat es eine gleichmäßige Stärke. In größerer Stärke wird es unter der Bezeichnung Gasometer auch mit einseitigem Schliff, auf der Gegenseite mit dem Spaltleder, angeboten. Die naturelle Farbe ist hellbraun grünlich. Die natürlichen Fellgrößen betragen etwa 0,6 bis 0,9 m².
Es ist sehr gut für Flächenabdichtungen an Spunden, Ventilen, Windkanälen (Orgelbau) usw. geeignet. Das ohnehin grobporige Ziegenleder wird als Schuhfutter auch in dicht gelochter, dadurch noch luftdurchlässigerer Form verwendet.
Die Bezeichnung Gasometer für das Leder dürfte von dem ebenfalls als Gasometer bezeichneten Gaskomprimierer abgeleitet sein (auch eine Bezeichnung der großen Gastanks), bei dem Ziegenleder bereits frühzeitig zum Abdichten von Ventilen (Liderung) eingesetzt wurde.